# Otiothops payak
Espèce
Otiothops payak est une espèce d'araignées aranéomorphes de la famille des Palpimanidae.

## Distribution
Cette espèce est endémique d'Argentine Elle se rencontre dans les provinces de Santa Fe, de Corrientes et de Santiago del Estero.

## Description
La femelle holotype mesure 6,86 mm.

## Publication originale
- Grismado & Ramírez, 2002 : Descripción de una nueva especie de Otiothops MacLeay de la Argentina, y notas sobre el género (Araneae, Palpimanidae, Otiothopinae). Revista del Museo Argentino de Ciencias Naturales, Nueva Serie, vol. 4, no 1, p. 99-103.